# Malvastrum
Malvastrum é um género botânico pertencente à família Malvaceae.

## Espécies
O gênero Malvastrum possui 27 espécies reconhecidas atualmente.
- Malvastrum aboriginum B.L. Rob.
- Malvastrum amblyphyllum R.E. Fr.
- Malvastrum americanum (L.) Torr.
- Malvastrum angustum A. Gray
- Malvastrum aurantiacum (Scheele) Walp.
- Malvastrum bicuspidatum (S. Watson) Rose
- Malvastrum clementinum Munz & I.M. Johnst.
- Malvastrum corchorifolium (Desr.) Britton ex Small
- Malvastrum coromandelianum (L.) Garcke
- Malvastrum davidsonii B.L. Rob.
- Malvastrum deflexum (Turcz.) Stapf ex Fourc.
- Malvastrum geranioides (Schltdl. & Cham.) Hemsl.
- Malvastrum gracile Eastw.
- Malvastrum grandiflorum Krapov.
- Malvastrum guatemalense Standl. & Steyerm.
- Malvastrum hispidum (Pursh) Hochr.
- Malvastrum hornschuchianum J.F. Macbr.
- Malvastrum interruptum K. Schum.
- Malvastrum jonesii Munz
- Malvastrum kernense (C.B. Wolf) Munz
- Malvastrum orbiculatum Greene
- Malvastrum parryi Greene
- Malvastrum retusum (Cav.) Baker f.
- Malvastrum scoparioides Ulbr.
- Malvastrum spiciflorum (Hassl.) Krapov.
- Malvastrum tomentosum (L.) S.R.Hill
- Malvastrum waltheriifolium (Link) Ulbr.